# Licania subrotundata
Licania subrotundata är en tvåhjärtbladig växtart som beskrevs av Bassett Maguire. Licania subrotundata ingår i släktet Licania och familjen Chrysobalanaceae. Inga underarter finns listade i Catalogue of Life.